# Königsburg Süchteln

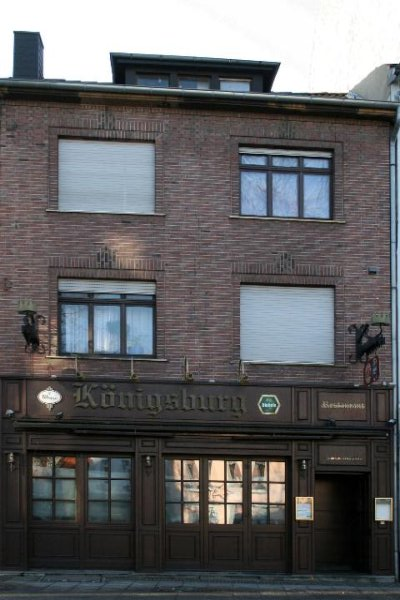
Königsburg Süchteln

Die Königsburg Süchteln ist ein unter Denkmalschutz stehendes Gebäude im Stadtteil Süchteln der Kreisstadt Viersen in Nordrhein-Westfalen.

## Architektur
Das Gebäude ist dreigeschossig und liegt eingebettet in der Straßenzeile und erstreckt sich über drei Achsen. Es besteht aus dem 1908 errichteten zweigeschossigen Saalbau mit giebelständiger Hauptfassade mit Sockelgeschoss und Putzfassung. Das dreigeschossige Vorderhaus weist eine Backsteinfassade der 1920er Jahre mit querliegenden Fenstern auf. Die Eingangsfassade hat einen segmentbogenförmigen Treppengiebel mit Jugendstilelementen. Die Freitreppe im Innenhof verfügt über ein geometrisch gestaltetes Eisengeländer und führt zu einem doppelflügeligen Portal mit Oberlicht. Die Türen des Portals bestehen aus Massivholz und sind mit Jugendstilelementen besetzt. Vor dem Obergeschoss verläuft ein Balkon über die gesamte Giebelbreite. Der Gebäudeabschluss ist mit einem Zahn- und Würfelfries geschmückt.

## Geschichte
1908 ließ Heinrich Schmitz nach Plänen des Architekten Kuhlmann den Saalbau mit Rabitzgewölbe errichten. Es wurde in den ersten Jahren für Konzert-, Tanz- und Bühnenveranstaltungen genutzt. In den 1920er Jahren erfolgte der Anbau der Gastwirtschaft, der Wohnung für die Gastwirte und der Fremdenzimmer für den Hotelbetrieb. In den 1930er Jahren diente die Königsburg der NSDAP als Vereinslokal. U. a. erfolgte die Einführung des Ortsgruppenführers Josef Claßen durch den Kreisleiter Heinrich Niem 1934 hier. Nach Kriegsbeginn nutzte die Wehrmacht vorübergehend die Königsburg als Quartier und in den letzten Kriegsjahren waren deportierte Fremdarbeiter in der Königsburg untergebracht. Am 16. Juni 1950 fand im Saal der Königsburg die Gerichtsverhandlung gegen sechs Bürger wegen ihrer Beteiligung an der Reichskristallnacht am 9. und 10. November 1938 statt. Zwei Angeklagte erhielten Haftstrafen, zwei fielen unter das Amnestiegesetz und zwei wurden mangels Beweisen freigesprochen.
1951 erfolgte nach Plänen des Düsseldorfer Architekten Alfons Nehaus der Umbau in ein Lichtspielhaus mit 400 Plätzen. Ohne Bestuhlung konnte der Saal für Veranstaltungen mit bis zu 900 Personen genutzt werden. 1972 wurden der Kinobetrieb und die Saalnutzung eingestellt. Gastwirt Karl-Heinz Schmitz und seine Frau Inge bewirtschafteten nur noch die Gaststätte im Vorderhaus. Der Betrieb wurde in den folgenden Jahren immer weiter eingeschränkt, bis nur noch die Wohnung genutzt wurde. Ab 2005 stand das gesamte Gebäude leer.
2015 wurde das Gebäude vom Verein Königsburg 2.0 e. V. gekauft und mit der Restaurierung begonnen. Die Königsburg soll langfristig als Ort für Kultur und Kunst wiederbelebt werden. Damit knüpft der Verein an die Tradition des Hauses an. Saal, Zwischenbau, Innenhof, Vorderhaus und Keller werden nach und restauriert, wobei auch Spuren der Vergangenheit sichtbar bleiben sollen Die frühere Gastwirtschaft, heute Vorderhaus genannt, wird bereits wieder für Veranstaltungen genutzt.

## Verein Königsburg 2.0 e. V.
2015 wurde der Verein Königsburg 2.0 e. V. gegründet und konnte dank eines zinslosen Privatkredites das Gebäude erwerben. Der Verein hat mittlerweile über 250 Mitglieder. Mit Förderung durch die Stiftung Denkmalschutz, die NRW-Stiftung, den Beauftragten der Bundesregierung für Kultur und Medien und seit 2018 durch das Land NRW konnten erste wichtige Restaurierungen am Gebäude durchgeführt werden.
Die Königsburg steht seit 2018 im Mittelpunkt eines vom Land NRW geförderten Integrativen Stadtteilentwicklungskonzepts der Stadt Viersen. Die Restaurierung des Denkmals und die damit verbundene Wiederbelebung als Kultur- und Begegnungszentrum gelten als Initialzündung für die Stärkung und Belebung der Süchtelner Innenstadt. Mit dem vom Bundesamt für Migration und Flüchtlinge sowie örtlichen Sponsoren geförderten Projekt „Kitchen on The Run“, das der Verein Königsburg 2.0 e.V. im Sommer 2018 nach Süchteln holte, setzten die Mitglieder ein Zeichen für die Integration von Geflüchteten. Mit der örtlichen Nachfolgeinitiative „Über den Tellerrand“ ist daraus eine ständige Begegnungsmöglichkeit von Einheimischen und Geflüchteten geworden.

## Galerie

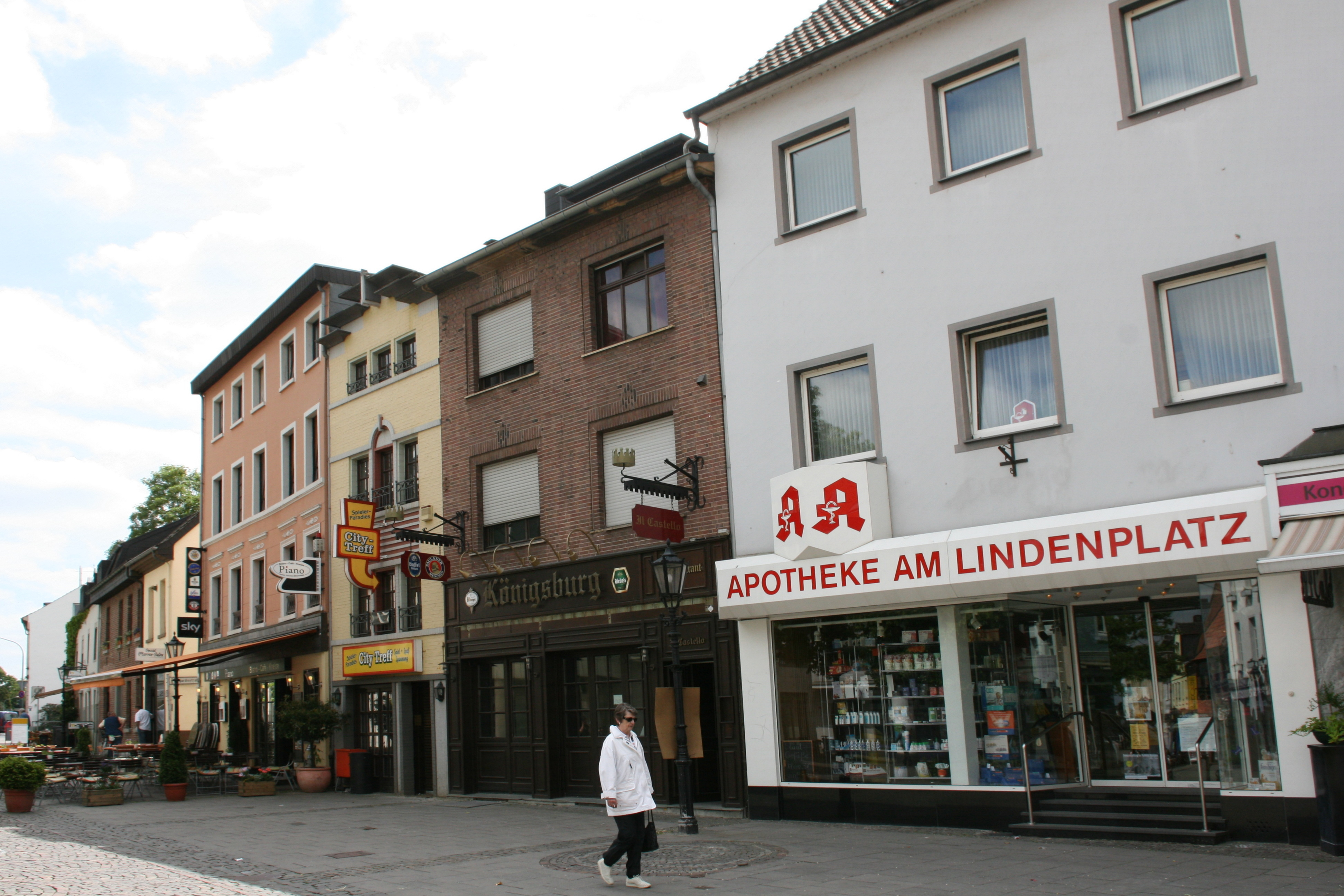
Blick vom Lindenplatz auf die Königsburg
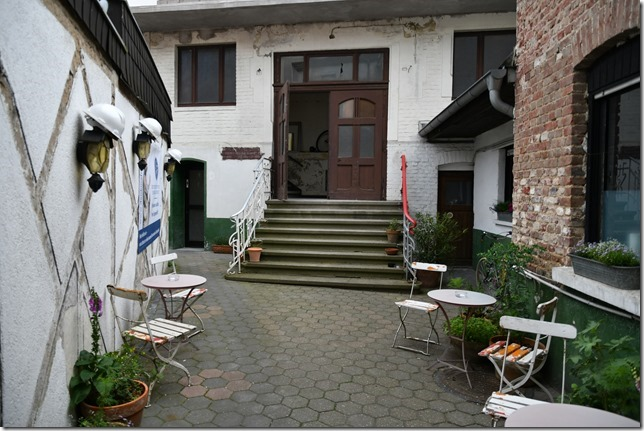
Innenhof mit Treppe zum Saal
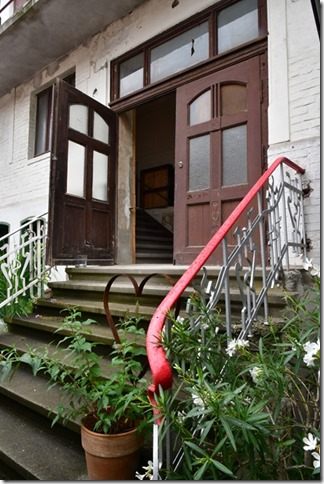
Geländer an der Treppe zum Saal
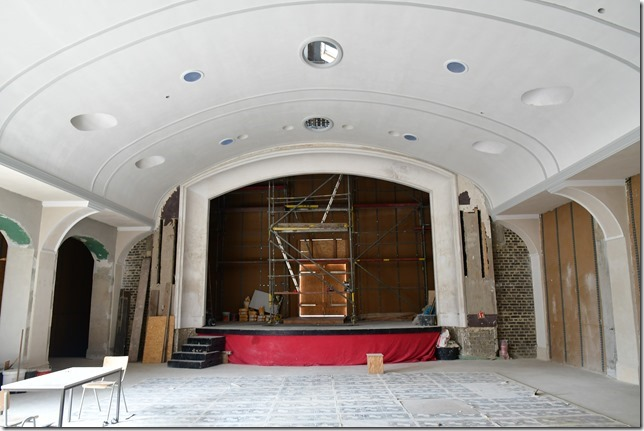
Saal mit renoviertem Rabitzgewölbe
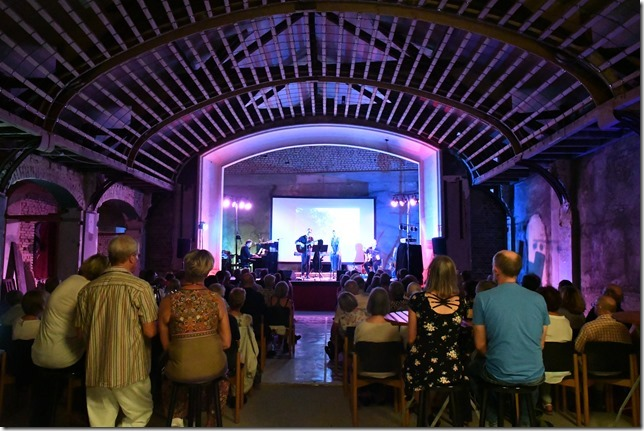
Konzert im Saal
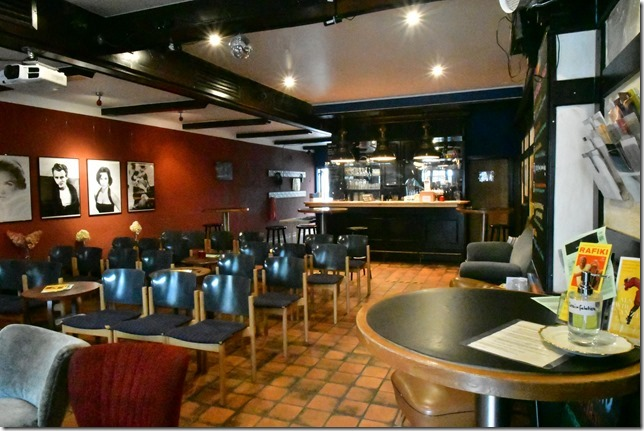
Das Vorderhaus (die frühere Gaststätte)
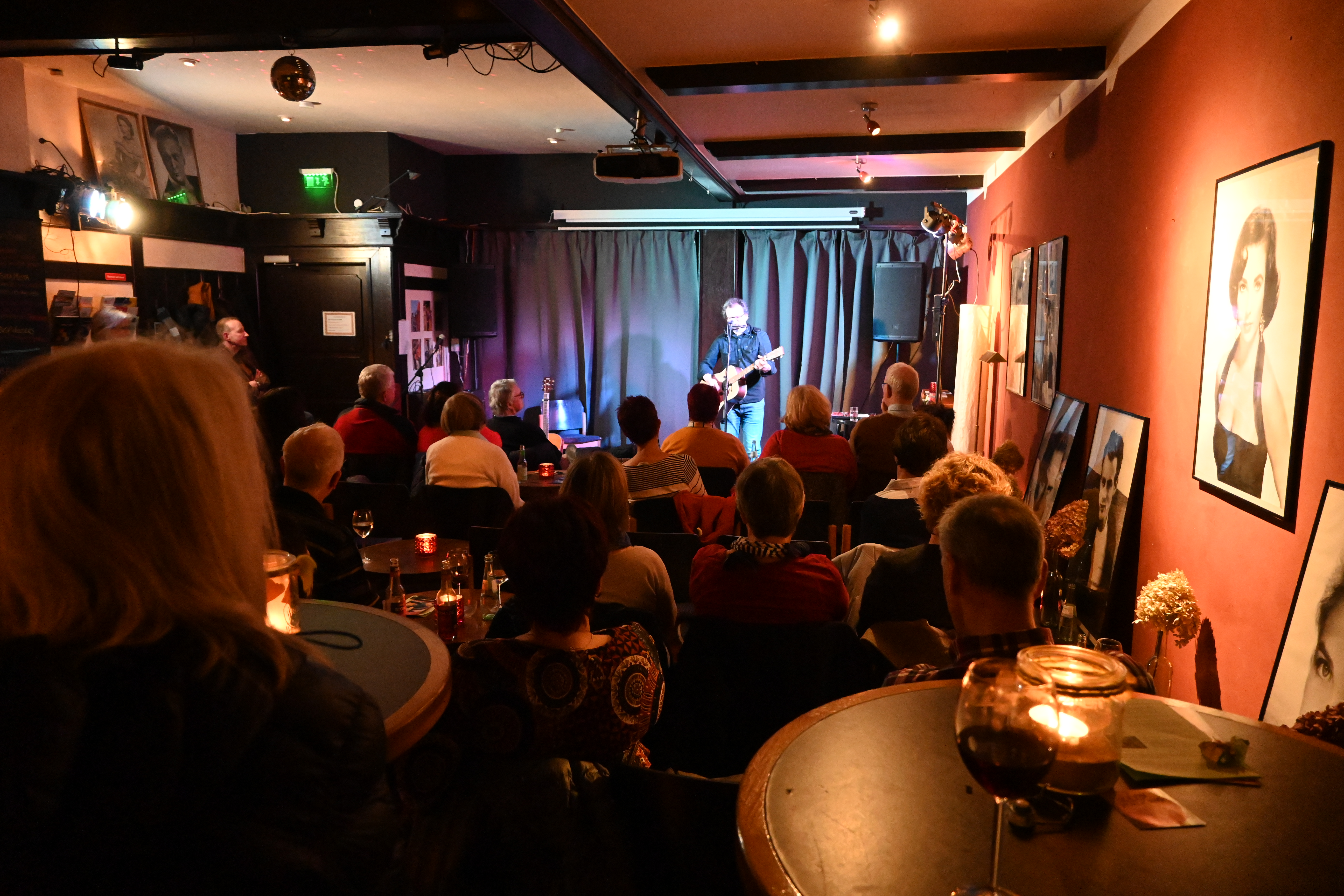
Konzert im Vorderhaus (der früheren Gaststätte)